# 프레보 자동차
프레보 자동차(영어: Prevost Car)는 캐나다의 자동차 메이커이다. 주로 버스를 제작하는 업체로 현재까지 시외버스와 고속버스를 생산하고 있다. 자회사는 노바버스로 주로 시내버스와 굴절버스를 생산하는 기업이다.

## 역사
이 회사의 경우 당시 캐나다의 목수였던 데자제 프레보(영어: Eugène Prévost)가 1924년에 설립했다. 1959년에 당시 미국 기업인 이였던 폴 노르망디(영어: EPaul Normand) 회사를 인수했으며 1969년에 앙드레 노르망디(영어: André Normand)와 함께 회사를 협력했다. 1995년에 볼보에 인수되어 현재에 이르고 있다.

## 생산 차종

### 현재 생산차종
- H-시리즈 (H3-41 (41' 피트), H3-45 (45' 피트)) 인터시티 코치
- X-시리즈 (X3-45, X3-45 커뮤터 코치)
- 볼보 9700 인터시티 코치
- H3-45 VIP
- X3-45 VIP
- 르미라쥬 XLII 엔터테이너

## 사진

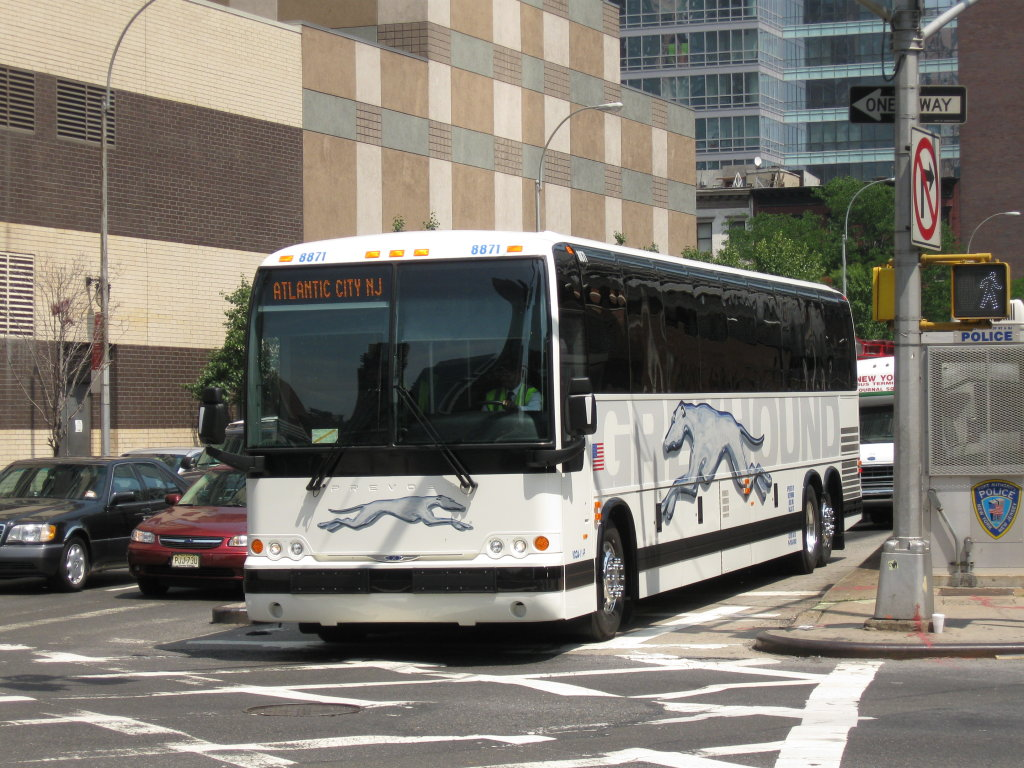
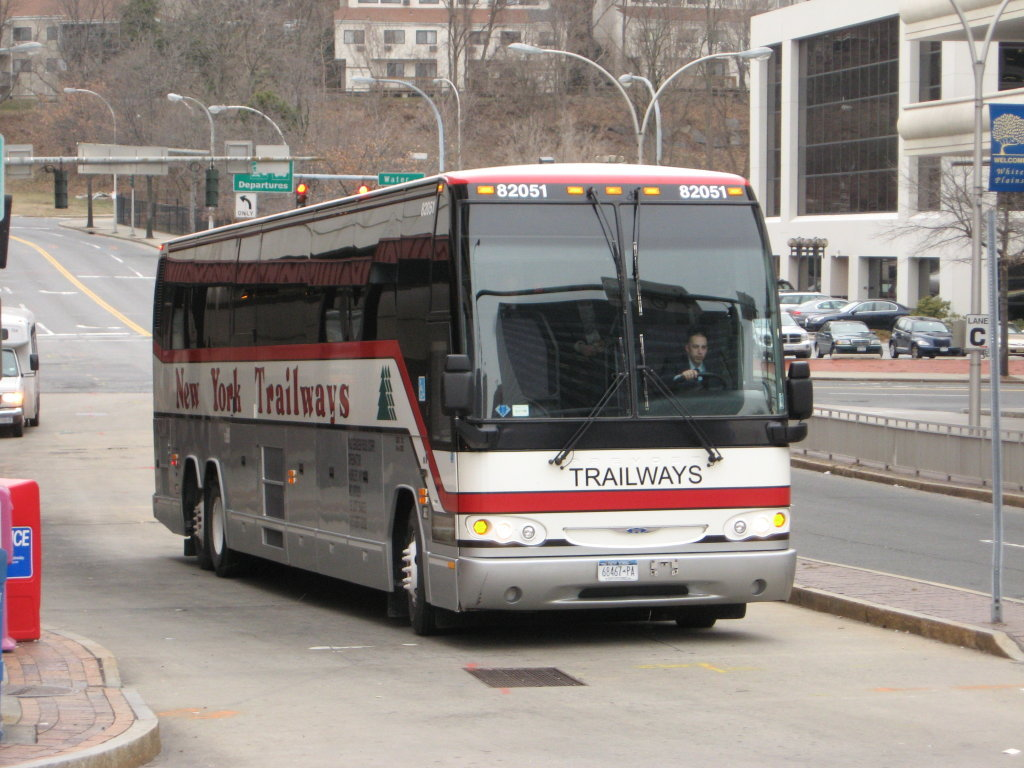
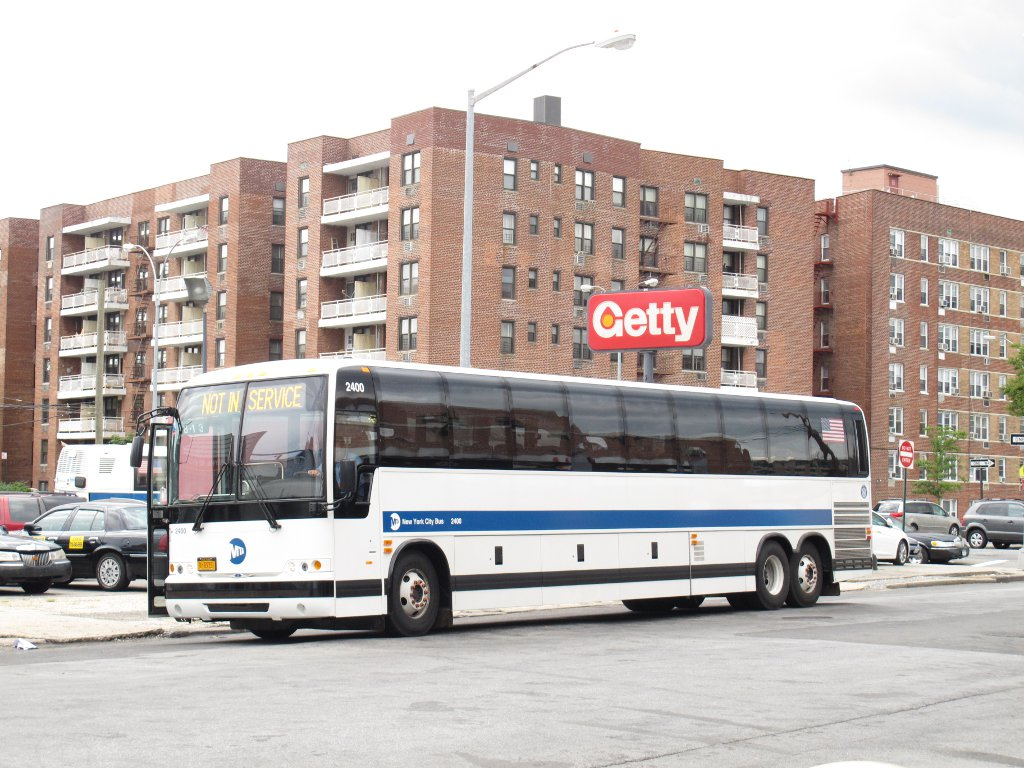
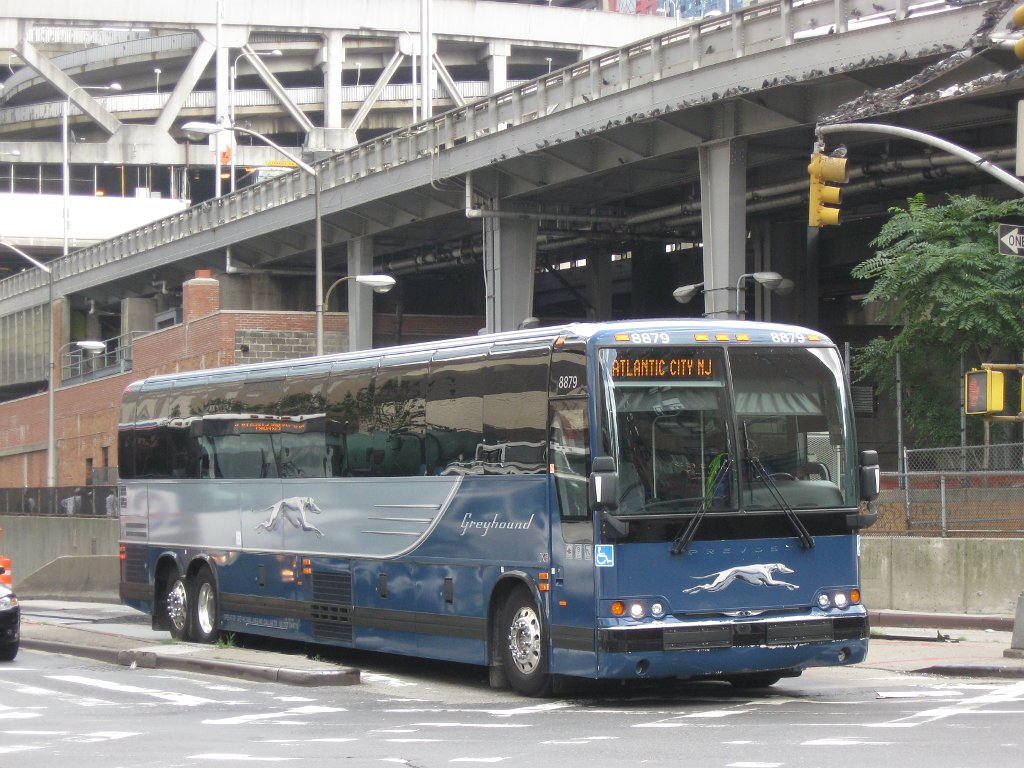
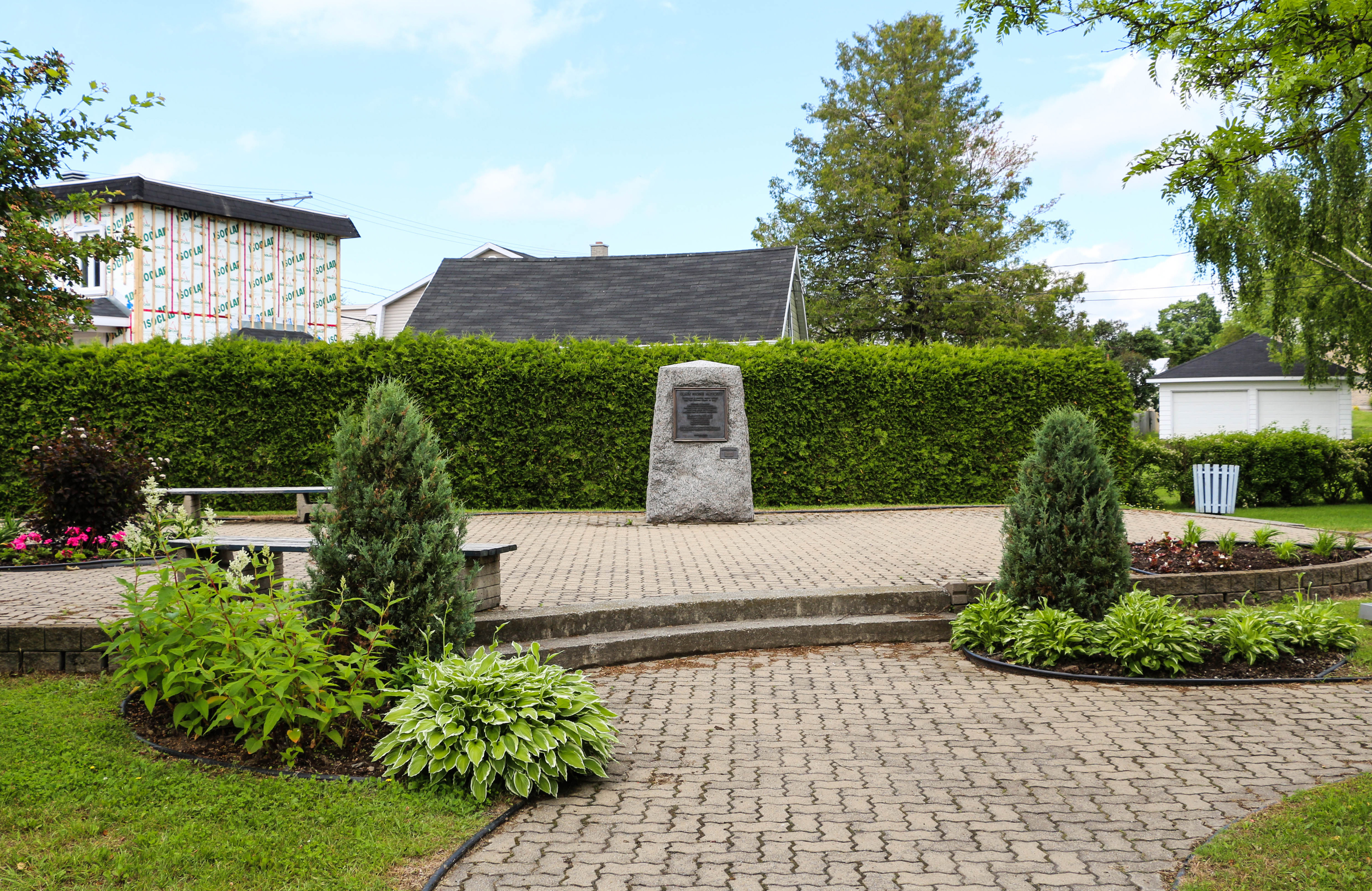

### 과거 생산차종
- H5-60
- H3-40
- XLII
- XL40
- 50-PI-33
- 19-S
- 33-S
- 챔피온
- 마라톤
- 프레스티지 1
- 파노라미끄
- 르 노르망디
- 프래보카
- 스카이크루저
- V48-S
- 시타덤
- 1924 모터버스
- 1939 서버번 모터코치